# Tshwane Open 2014
Het Tshwane Open is een golftoernooi in Zuid-Afrika en maakt deel uit van de Sunshine Tour en de  Europese Tour. In 2014 was de tweede editie van 27 februari tot en met 2 maart Copperleaf Golf & Country Estate in Centurion, Tshwane.
Titelverdediger is Dawie van der Walt en het totale prijzengeld is € 1.500.000, waarvan de winnaar € 237.750 krijgt.

## Verslag
De par van de baan is 72. Er deden 156 spelers mee.
Na ronde 1 stonden Trevor Fisher Jr en Simon Dyson aan de leiding. Daan Huizing maakte een goede start met een ronde van -4, waarmee hij op de 14de plaats eindigde. De ronde kon wegens onweersdreiging niet worden afgemaakt, 51 spelers moesten de ronde vrijdagochtend afmaken. 
Acht spelers maakten in ronde 2 een score van 65, maar alleen Ross Fisher kwam daardoor aan de leiding. In ronde 3 was Robert Rock de enige speler die 65 scoorde, ondanks een triple-bogley op hole 17, en in rinde 4 was stond de beste ronde op naam van Danie Van Tonder. Ross Fisher behield zijn voorsprong. Daan Huizing had een moeilijke dag, hij slaagde er niet in een enkele birdie te maken en eindigde met een score van 79.
- Scores

| Naam               | R2D | OWGR | Score R1 | Score R1 | Nr  | Score R2 | Score R2 | Totaal | Nr  | Score R3 | Score R3 | Totaal | Nr  | Score R4 | Score R4 | Totaal | Nr  |
| ------------------ | --- | ---- | -------- | -------- | --- | -------- | -------- | ------ | --- | -------- | -------- | ------ | --- | -------- | -------- | ------ | --- |
| Ross Fisher        | 51  | 82   | 66       | -6       | T3  | 65       | -7       | -13    | 1   | 67       | -5       | -18    | 1   | 70       | -2       | -20    | 1   |
| Michael Hoey       | 70  | 242  | 69       | -3       | T21 | 65       | -7       | -10    | T5  | 69       | -3       | -13    | 2   | 68       | -4       | -17    | T2  |
| Danie van Tonder   | =   | 538  | 66       | -6       | T3  | 70       | -2       | -8     | T12 | 69       | -3       | -11    | T5  | 66       | -6       | -17    | T2  |
| Carlos Del Moral   | 99  | 747  | 68       | -4       | T14 | 65       | -7       | -11    | T3  | 71       | -1       | -12    | T3  | 68       | -4       | -16    | 4   |
| Hennie Otto        | 34  | 118  | 71       | -1       | T62 | 65       | -7       | -8     | T12 | 69       | -3       | -11    | T5  | 68       | -4       | -15    | 5   |
| Darren Fichardt    | 22  | 108  | 66       | -6       | T3  | 68       | -4       | -10    | T5  | 71       | -1       | -11    | T5  | 70       | -2       | -13    | T6  |
| Simon Dyson        | 47  | 175  | 65       | -7       | T1  | 68       | -4       | -11    | T3  | 71       | -1       | -12    | T3  | 73       | +1       | -11    | T10 |
| Trevor Fisher Jr   | =   | 282  | 65       | -7       | T1  | 69       | -3       | -10    | T5  | 71       | -1       | -11    | T5  | 72       | par      | -11    | T10 |
| Edoardo Molinari   | 79  | 227  | 70       | -2       | T51 | 65       | -7       | -9     | T9  | 70       | -2       | -11    | T5  | 72       | par      | -11    | T10 |
| Morten Ørum Madsen | 16  | 115  | 67       | -5       | T8  | 65       | -7       | -12    | 2   | 75       | +3       | -9     | T15 | 71       | -1       | -10    | 13  |
| Jake Roos          | =   | 325  | 69       | -3       | T21 | 65       | -7       | -10    | T5  | 72       | par      | -10    | T12 | 74       | +2       | -8     | T15 |
| Lucas Bjerregaard  | 91  | 303  | 67       | -5       | T8  | 71       | -1       | -6     | T19 | 71       | -1       | -7     | T23 | 72       | par      | -7     | T21 |
| Gaganjeet Bhullar  | 83  | 141  | 70       | -2       | T51 | 65       | -7       | -9     | T9  | 74       | +2       | -7     | T23 | 77       | +5       | -2     | T50 |
| Jared Harvey       | =   | 517  | 66       | -6       | T3  | 72       | par      | -6     | T19 | 74       | +2       | -4     | T45 | 73       | +1       | -3     | T46 |
| Erik van Rooyen    | =   | 1505 | 66       | -6       | T3  | 72       | par      | -6     | T19 | 74       | +2       | -4     | T45 | 74       | +2       | -2     | T50 |
| Daan Huizing       | 156 | 207  | 68       | -4       | T14 | 71       | -1       | -5     | T28 | 70       | -2       | -7     | T23 | 79       | +7       | par    | T59 |
| Thomas Pieters     | 180 | 1109 | 72       | par      | T83 | 76       | +4       | +4     | MC  |          |          |        |     |          |          |        |     |

| Leider |  | Toernooirecord |  | MC = missed cut = cut gemist |  | R2D |  | OWGR |

## Spelers
| Europese Tour - Thomas Aiken - Connor Arendell - Matthew Baldwin - Gaganjeet Bhullar - Lucas Bjerregaard - Richard Bland - Grégory Bourdy - Kristoffer Broberg - Daniel Brooks - Rafa Cabrera Bello - François Calmels - Michael Campbell - Jorge Campillo - Alejandro Cañizares - Johan Carlsson - Magnus A. Carlsson - Marco Crespi - Jens Dantorp - Carlos Del Moral - Robert Dinwiddie - Chris Doak - Jack Doherty - David Drysdale - Simon Dyson - Nacho Elvira - Niclas Fasth - Ross Fisher - Tommy Fleetwood - Mark Foster - JB Hansen - Soren Hansen - Andreas Hartø - Tyrrell Hatton - Grégory Havret - James Heath - Michael Hoey - David Howell - Daan Huizing - Scott Jamieson - Shiv Kapur | - Simon Khan - Maximilian Kieffer - Søren Kjeldsen - Peter Lawrie - José-Filipe Lima - Shane Lowry - Mikael Lundberg - Morten Ørum Madsen - Stuart Manley - Gareth Maybin - Damien McGrane - Jamie McLeary - Edoardo Molinari - James Morrison - Matthew Nixon - Adrian Otaegui - Brinson Paolini - Andrea Pavan - Eddie Pepperell - Kevin Phelan - Thomas Pieters - Julien Quesne - Victor Riu - Robert Rock - Ricardo Santos - Patrik Sjöland - Gary Stal - Graeme Storm - Andy Sullivan - Simon Thornton - Peter Uihlein - Simon Wakefield - Sam Walker - Anthony Wall - Paul Waring - Marc Warren - Romain Wattel - Steve Webster - Peter Whiteford - Danny Willett - Chris Wood | Sunshine Tour rangorde (op rang) - James Kingston - Michiel Bothma - Pablo Martin Benavides - Warren Abery - Ross McGowan - George Coetzee - Hennie Otto - Shaun Norris - Keith Horne - Darren Fichardt - Dawie van der Walt - Jaco Van Zyl - Oliver Bekker - Chris Swanepoel - Christiaan Basson - Bryce Easton - Justin Harding - Doug McGuigan - Trevor Fisher Jr - Adilson Da Silva - Jake Roos - Merrick Bremner - Jacques Blaauw - Andrew Curlewis - Tjaart Van der Walt - Jean Hugo - Dean Burmester - Heinrich Bruiners - Neil Schietekat - JJ Senekal - Ulrich van den Berg - Jbe' Kruger - Louis de Jager - Charl Coetzee - Hendrik Buhrmann - Jaco Ahlers - Titch Moore - Vaughn Groenewald - Danie van Tonder - Ruan de Smidt - Justin Walters - Allan Versfeld - Michael Hollick - James Kamte | - Dylan Frittelli - PH McIntyre - Ryan Cairns - Brandon Pieters - Martin Du Toit - Graham Van der Merwe - Alex Haindl - Jared Harvey - Lyle Rowe - Wallie Coetsee - Tyrone Ferreira - Divan Van den Heever - Peter Karmis - Colin Nel - Keenan Davidse - Tyrone Mordt - Estanislao Goya - Erik van Rooyen K - Morne Buys K - Grant Veenstra K - Callum Mowat K - CJ du Plessis K - Gert Myburgh K - Nic Henning K - Omar Sandys K - Tyrone Ryan K - Roberto Lupini K Invitaties - Ryan Strauss - Garrick Porteous (AM) - Sipho Bujela - Haydn Porteous - Yubin Jung - Mikhail Tewary - Toto Thimba - Joel Sjöholm - Lindani Ndwandwe - Mikko Korhonen - Michael Jonzon - Fredrik Andersson Hed - Alan McLean - Grant Muller |

K deelname na kwalificatietoernooi